# G.U.Y
"G.U.Y"은 미국의 가수 레이디 가가의 세 번째 정규 앨범 Artpop의 세 번째 싱글이다. 2014년 3월 28일에 인터스코프 레코드에서 발매하였다.

## 배경과 작업
G.U.Y.는 그녀의 전작들인 The Fame Monster와 Born This Way 등의 앨범 수록곡들과 같은 일렉트로닉 팝 장르의 곡이다. 이 노래는 2012년과 2013년 최고의 히트 DJ Zedd가 제작에 참여했다. 2012년 Zedd가 발표한 싱글 Clarity는 빌보드 클럽/댄스 차트에 수주동안 1위로 머물고, 전세계 음악차트에서도 좋은 성적을 보여주며, 훌륭한 상업적인 성과를 낳았다. 레이디 가가는 Zedd와의 공동 작업을 통해 엄청난 성공을 거둔 전작들과 궤를 함께 하는 일렉트로닉 팝의 선두주자로 남길 원했다. 영국의 음악잡지 롤링스톤지는 그녀가 전작까지 공동 작업하던 모든 프로듀서들과의 협업을 멈추고 새로운 프로듀서들을 기용했다고 밝히고 그중 하나로 Zedd를 꼽았다. 하지만 흥행성적은 이전의 곡들보단 좋지 못했다.(상업적인 성과 항목 참조) 또한 이 곡에 대한 평단의 평가도 갈렸다. (언론의 평가 항목 참조)

## 곡의 전개와 전반적인 해석
페미니즘과 호모섹슈얼리티를 지지하는 레이디 가가는 전작들에서도 이를 옹호하는 메시지들을 담은 노래를 만들었다. 특히 그 중에서 2번 째 앨범의 이름과 동명의 곡이자, 첫 싱글커트된 곡이었던 Born This Way에서는 당신이 어떤 인종이든, 어떤 성적 정체성을 가지고 있든, 그렇게 자연스럽게 태어난 것이니 당당하게 살라는 메시지를 전하고 있다. 이러한 메시지를 담은 전작 Born This Way와 같이 G.U.Y.에서도 그녀의 정치적인 색을 엿볼 수 있다. 여성의 성적 자유와 젠더 개념의 확장을 함의하고 있는 이 곡은 3세대 페미니즘의 담론을 음악화했다고도 볼 수 있다.
3세대 페미니즘은 Rebecca Walker의 에세이를 시발점으로 촉발된 새로운 페미니즘 사조로, 2세대 페미니즘의 한계를 보완하고자 하는 뚜렷한 목적을 가지고 있다. 2세대 페미니즘이 다양한 인종의 여성과 각계각층의 배경 그리고 헤테로 섹슈얼리티를 넘어선 호모섹슈얼리티의 여성의 문제를 다루는 것에 부족했던 부분을 지적하며, 사회에 다양한 모습으로 존재하는 여성들이 겪는 문제를 공론화 시키려 했다. 또한 퀴어 이론과 여성의 성적 자기 결정권에 대한 문제에도 중점을 두고 있다.
레이디 가가는 미국의 음악잡지 팝크러쉬와의 Artpop 앨범의 수록곡들의 숨겨진 의미를 이야기하는 인터뷰를 통해서 직접적으로 이 곡이 3세대 페미니즘에 대한 메시지를 담고 있다고 말했다."‘G.U.Y.’ references third-wave feminism, and about not needing to be on top." "G.U.Y.는 3세대 페미니즘에 대한 노래이다. 그리고 남성 위에 올라서야 할 필요가 없음을 이야기 한다." 현대 대다수의 여성 팝 가수들이 Girls On Top 형식의 메시지를 던진다면, 팝크러쉬와의 인터뷰에서 밝힌 것과 같이 레이디 가가의 G.U.Y.는 그 반대인 Girl Under You에 대해 노래한다는 점이 흥미롭다.
레이디가가는 Girls on top 이 아닌 Girl under you를 노래한 이유를 인터뷰를 통해 밝힌 바 있다. 미국의 스타일리스트지와의 인터뷰를 통해서 페미니즘에 대한 본인의 견해를 풀어놓았다. 특히 G.U.Y.에 대한 직접적인 언급을 하며 이야기를 풀어나갔다. "Any kind of feminist has valid views for herself about what it means to be a feminist, but, as a new-age feminist, I would say I quite like the transference of strength I feel by submitting to a man – being under him. I actually wrote a song about it on my album, it’s called GUY and it stands for Go Under You." "모든 종류의 페미니스트들은 스스로들 페미니스트가 되는 것이 어떤 의미인지에 대한 명확한 견해들을 갖고 있어요. 그러나 새로운 시대의 페미니스트로서 저는, 남성에게 정복당하는 것 - 그의 밑에 깔리는 것- 을 통해 느끼는 힘의 전이를 꽤 좋아한다고 말하고 싶어요. 그리고 그것에 대한 노래를 한 곡 썼죠, 그건 GUY라고 불리고 Go Under You를 뜻해요." (이 인터뷰는 2012년에 이루어진 것으로 G.U.Y.가 발매된 시점과 2년의 차이가 존재한다. 따라서 정식 발매 제목과 차이가 존재한다.)이 인터뷰를 통해 여성이 자발적으로 관계에서 아래에 위치함이 오히려 새로운 힘을 불러일으킨다는 그녀의 견해를 엿볼 수 있다. 또한 남성의 밑으로 자발적으로 들어간다는 말은 다분히 성적인 뉘앙스를 갖고 있는데, 이는 즉 여성이 직접적으로 성관계의 상대방을 고르고, 성관계에서 주도권을 쥔다는 뜻으로 해석이 가능하다.
또한 제목 G.U.Y.가 Girl Under You의 축약이기도 하지만 그 자체로도 남성(guy)이라는 의미를 가지고 있다는 점이 흥미로운 부분이다. 이 가사에서 그녀가 전작 Born This Way를 통해 보여준 호모섹슈얼리티의 코드를 엿볼 수 있다. 곡의 후렴에서는 I wanna be your G.U.Y.라는 가사가 반복되는데 이는 성행위에서 네 밑에 깔린 여자(Girl Under You)가 되고 싶다라는 의미, 혹은 너의 남자가 되고 싶다라는 의미로 해석이 가능하다. 이 노래에 등장하는, 가사의 화자라고도 볼 수 있는 'I' 와 청자라고 볼 수 있는 You에서의 상대방(you)은 남성으로 나타나 있는데, 남성의 남자가 되고 싶다 라는 의미로 가사를 해석해 보면, 노래에 등장하는 I가 여성이 아닌 동성애자 남성이라는 추측이 가능하다. 여기에서 '너의 남자가 되고 싶다.'라는 가사의 의미를 더 확장시켜보면 굉장히 머리가 아픈 관계를 그려볼 수 있는데, 이 노래는 이성애자 여성이 동성애자 남성을 향해 부르는, 혹은 동성애자 여성이 이성애자 여성을 향해 부르는 등의 모든 경우의 수에 대입될 수 있는 가능성을 갖고 있기도 하다.

## 곡 목록
Digital download – Remixes
1. "G.U.Y." (St. Lucia Remix) – 5:29
2. "G.U.Y." (Rami Samir Afuni Remix) – 4:28
3. "G.U.Y." (Wayne G Throwback Anthem) – 7:53
4. "G.U.Y." (Lovelife Remix) – 3:15
5. "G.U.Y." (KDrew Remix) – 4:45

## 언론의 평가
발매에 뒤이어 G.U.Y.는 음악저널과 음악비평가들로부터 상반된 평가를 받았다. 음악평론가 Lipshutz는 레이디 가가의 보컬과 노래의 후렴에 중점을 두며 G.U.Y.는 그녀의 새 앨범에서 가장 특색 있는 트랙이라는 평을 내렸다. Digital Spy 지의 Robert Copsey은 G.U.Y.를 힘있는 베이스와 귀에 꽂히는 신디사이저음과 중독적인 코러스가 있는 노래라고 칭찬했다.  미국의 유명한 연예지 The Independent의 Andy Gill는 레이디가가의 로보트같은 보컬이 노래의 성적인 매력을 배가시킨다는 평을 내렸다. 미국의 유명 음악 티비 채널 MTV의 평론가 Walker는 G.U.Y.의 가사적인 부분을 칭찬하며 별점 4점 (5개 만점)을 주었다. 하지만 가사 이외의 음악적인 부분에서는 불만족스럽다는 평을 내렸다.
미국의 잡지 타임지는 G.U.Y. 가 수록된 Artpop 앨범의 리뷰를 통해 G.U.Y.에 대한 평가도 내렸다. 앨범 수록된 곡들 중 G.U.Y.와 Sexxx Dreams가 동일하게 성적인 뉘앙스를 갖고 있고 또한 음악의 전개도 비슷하니 하나로 합쳐진 트랙이 되었어야 한다는 리뷰를 남겼다. "“G.U.Y.”, and “Sexxx Dreams” feels like it could have all been summed by any one of those very similar tracks." Slant Magazine의 Sal Cinquemani는 이 노래는 그녀가 아티스트로서의 소망을 담은 이번 앨범과 어울리지 않는 노래라고 말했다. 그리고 다른 성적인 뉘앙스를 풍기는 곡들과 차별점이 전혀 없다는 평을 내렸다.

## 상업적인 성과
| Charts (2013–14)                       | Peak position |
| -------------------------------------- | ------------- |
| 호주 (ARIA)                            | 88            |
| 불가리아 (IFPI)                        | 5             |
| 벨기에 (울트라팁 플랑드르)             | 7             |
| 벨기에 (울트라팁 왈로니아)             | 13            |
| 47                                     |               |
| Croatia (ARC 100)                      | 7             |
| 체코 (IFPI)                            | 45            |
| 38                                     |               |
| 프랑스 (SNEP)                          | 92            |
| Greece Digital Songs (Billboard)       | 8             |
| Israel (Media Forest TV Airplay)       | 1             |
| Lebanon (The Official Lebanese Top 20) | 16            |
| 슬로바키아 (IFPI)                      | 73            |
| South Korea (Gaon Music Chart)         | 42            |
| UK Singles (Official Charts Company)   | 115           |
| 미국 빌보드 핫 100                     | 76            |
| 미국 핫 댄스 클럽 송 (빌보드)          | 4             |
| 미국 팝 송 (빌보드)                    | 29            |